# افسون روشن‌ضمیر
افسون روشن ضمیر جانستون با نام اصلی افسون روشن ضمیر، کشتی‌گیر آزادکار ایرانی آمریکایی بود.

## زندگی
افسون روشن ضمیر متولد ٢۵ مردادماه ١٣۵١ در شهر تهران با اصالتی مازندرانی است.  او در ١١ سالگی به همراه پدر و مادرش به آمریکا مهاجرت کرد. 
افسون دارای مدرک فوق لیسانس در رشته فیزیوتراپی است. او در سال ١٩٩٨ با بریان جانستون ازدواج کرد و دارای سه فرزند به نام‌های آیدن، سمیرا و لیلا است. 

## زندگی حرفه‌ای
پدرش منوچهر روشن ضمیر به علت علاقه فراوان به کشتی، افسون را در چهار سالگی با کشتی آشنا کرد. او سال آخر حضورش در دبیرستان در مسابقه‌ی شرکت کرد که تمام حریفانش، حداقل چند سال از او بزرگتر بودند. برنده آن مسابقات سهمیه حضور در تیم ملی کشتی زنان آمریکا را به دست می آورد، او با پیروز شدن در این مسابقات پیراهن تیم ملی کشتی بانوان آمریکا را بر تن کرد. تیمی که اولین تیم تاریخ کشتی زنان آمریکا محسوب می شد و قرار بود در مسابقات جهانی سال ۱۹۸۹ به مصاف حریفانش برود.افسون در این رقابت‌ها در نیمه نهایی از حریف ژاپنیش شکست خورد و در رده‌بندی حریف سوئیسیش را شکست داد و مدال برنز را از آن خود کرد تا به عنوان اولین زن مدال آور در کشتی آمریکا شناخته شود. 
او سال بعد در مسابقات قهرمانی کشتی جهان شرکت کرد و به مقام نایب‌قهرمانی رسید. 
افسون در سال ٢٠٠٠ از رقابت های حرفه‌ای کشتی کناره گیری کرد. 
روشن ضمیر در سال ٢٠١۴ به سمت مربیگری تیم ملی بانوان آمریکا منصوب شد و در همان سال مقام سومی مسابقات جهانی تاشکند را با تیم ملی آمریکا بدست آورد. 